# 欽古堂亀祐
欽古堂亀祐（きんこどう かめすけ、明和2年（1765年） - 天保8年3月26日（1837年4月30日））は江戸時代後期の京都の陶工。本名を中村亀助。京伏見の人形師の家に生まれ、幼い時から土に親しみ土ひねりが好きであった。天明7年（1787年）頃から磁祖とうたわれた奥田頴川に陶法を学び、享和年間（1801-1804年）の頃、三田青磁窯に招かれ磁器の製法を伝え、文政6年（1823年）に丹波国篠山の藩窯王地山焼、また文政9年（1826年）紀州の男山焼を指導した。更に晩年の文政13年（1830年）に公開出版された日本最初の焼き物の技法書である『陶器指南』を著わした。

## 生涯
欽古堂亀祐は明和2年（1765年）に京から伏見稲荷に通じる伏見街道一の橋下ルにあった土器や伏見人形を作る陶家に生まれた。家の姓は「土岐」、「中村」といい、屋号は「丹波屋」或いは「亀屋」と称し、亀祐は「欽古堂」と号した。家には焼き物用の窯があり、近所の村から土を取り寄せ土人形を焼いていた。このような環境の中で育った亀祐は幼い時から土に親しみ土ひねりが好きであったが、天明7年（1787年）頃、本筋の陶芸に励むため当時陶芸界の大家で、京焼における磁器の先駆者であり中国文化に造詣が深い奥田頴川に師事し、同じ頴川門下の青木木米等と共に陶磁技術の伝授を受けると共に中国文化の薫陶も受けた。その後天明8年（1788年）に両親を亡くす不幸もあったが、結婚し1男3女をもうけた。しかし寛政12年（1800年）、36歳の時次女とさの死にあい、供養のため菩提寺の専称寺に「象型大香炉」（寛政12年2月銘）を寄進したが、これは亀祐の若い頃の代表作として知られる。
その後同年12月のある日、頴川のもとに摂津国三田の窯人と名乗る男が訪れしかるべき陶工を派遣してほしいとの要請があった。これは三田藩の御用商人であった豪商神田惣兵衛の資金援助で寛政11年（1799年）に三田の三輪村明神山麓に築かれた窯で、細工人太市郎貞次郎が焼き始めておよそ一年後の事であった。この要請に応じて頴川は亀祐を三田へ派遣した。
亀祐が実際いつ三田に行ったかはには諸説があり金田は伝世品から、師頴川の没した文化8年（1811年）頃の説を取っているが、三輪明神窯で使用されたと考えられる「欽古作之文化三（1806年）玄夏」の銘を有する波濤兎分六角小皿の土型が残されている事、また、摂津三田から陶工派遣の依頼があった、翌月の寛政13年（1801年）1月中旬に頴川の元に、今度は紀州藩から陶工派遣の依頼があり、こちらには青木木米が派遣されるが、この時木米は翌2月初めには紀州へ出発し滅法谷で瑞芝焼の窯を開いている。これらの事から亀祐は、文化8年（1811年）より早い時期に三田に行ったと考えられる。即ち亀祐は開窯の初期から三田焼の生産に携わっていたと思われる。三田では亀祐の人形師としての技術が応用されている。それは伏見人形を制作する時に用いられる土型による型物成形の技法である。土型とは、粘土を素焼きした型の事で、皿など作りたい物の形状を素焼きで作り、その素焼の型を粘土に押し付けて皿などの形を粘土に写す、これを焼くと、作りたい皿の型をした凹がある素焼きの型ができる。この凹に粘土板を指や工具で押し付けて取り出すと最初に作った素焼きの皿と同じ形状の皿のコピーを作り出すことができる。この最初に作った素焼きの土型を「型を成形するための原型」、原型の形をした凹がある土型を「製品を成形するための型」である。この型成形を行えば、ロクロでは作り出せない複雑な型の成形が可能であり、また同形の製品を数多く生産することができる。三田焼では青磁製品においてこの型作りの技法が駆使されている。器種は、皿、鉢等が多く、花瓶、火入れ、香炉、酒器等多種多様である。そして、花瓶や香炉等の複雑な器形のものでは口縁部、体部、底部などが別々に分割成形された物を貼り合せて作られている。亀祐が三田にもたらした物のもう一つには『陶器指南』の自序にある「．．．其土石並びに諸薬調合の分量．．．」即ち、粘土や硅石の混合法、釉薬の調合法や使用法が上げられる。亀祐が三田で活躍した時代は文化3年（1806年）頃から始まるが、亀祐銘の土型は文政4年（1821年）から文政10年（1827年）に集中しており、この時期が亀祐の三田における最盛期と考えられる。
この中で三田青磁は亀祐の名とともに広く世に知られた。それは隣藩の篠山藩主・青山忠裕に、藩に亀祐を招聘し三田焼の技術を導入して藩窯を築きたいという思いを抱かせた。この思いは三田焼のパトロン神田惣兵衛らの心を動かし、文政元年（1818年）頃篠山城下に藩窯王地山焼（篠山焼）として実現したと思われる。この様に亀祐と三田焼の技術を導入して始まった王地山焼は、開窯当初から焼成に成功し、優品は藩主の贈答品としても上納された。この間文政6年（1823年）から天保3年（1832年）の亀祐銘の土型が残されている。一方この間の文政9年（1826年）秋には紀州藩主・徳川斉順に召され瑞芝焼を指導したとの記録がある、一方南紀男山焼には文化15年（1818年）から文政10年（1827年）銘の亀祐の土型が残されている。南紀男山焼は文政10年（1827年）に崎山利兵衛なる人物が、近くに良好な陶石を発見し、藩の援助を受けて作られた。この事から、亀祐は瑞芝焼の開窯初期時代から南紀にはたびたび足を運んだ事が想像される。
その後文政11年（1828年）に亀祐は長女ならびに次男を亡くした影響か、京伏見に帰り早逝した多くの肉親の戒名を記した「陶墓」を作り、菩提寺の専称寺に収めた。また、亀祐は66歳になり、生涯にわたって苦心研究した作陶体験をまとめた『陶器指南』を著わし、文政13年（1830年）に日本最初の焼き物の技法書として江戸日本橋、尾張国名古屋、大坂心斎橋、京都四条通烏丸、京都室町所在の各書林より発刊された。その後、亀祐銘の土型は天保年間初期に若干見られるものもめっきり数が減っている。亀祐は『陶器指南』刊行7年後の天保8年（1837年）3月26日に没、73歳。戒名：陶鑑亀祐善定門。菩提寺の専称寺に祀られた。家系は長女の遺児三代目亀祐に受け継がれた。

## 作品
- 象型大香炉(ぞうがただいこうろ)(専称寺) 寛政12年（1800年）
- 柿本人麻呂置物(かきのもとひとまろおきもの) 文政8年（1825年）
- 染付山水文両耳植木鉢(そめつけさんすいぶんりょうみみうえきばち) 天保2年（1831年）、王地山焼
- 三彩花鳥文獅子耳香炉(さんさいかちょうもんししじこうろ)（丹波古陶館）

## 参考資料
- 金田真一著『欽古堂亀祐著『陶器指南』解説』里文出版、1985年
- 石神由貴『三田焼と欽古堂亀祐(三田市文化財調査報告書第20冊)』三田市教育委員会、2005年